# Alexandru Diordiță
Alexandru Diordiță (ros. Александр Филиппович Диордица, ur. 12 września 1911 we wsi Handrabury w powiecie ananjewskim w guberni chersońskiej, zm. 1 kwietnia 1996 w Moskwie) – radziecki polityk, premier Mołdawskiej SRR w latach 1958-1970.

## Życiorys
Urodzony w rodzinie chłopskiej, od 1930 pracował jako nauczyciel w wiejskiej szkole podstawowej, 1932-1933 sekretarz organizacji komsomolskiej w kołchozie. Później pracował w administracji państwowej Mołdawskiej Autonomicznej SRR, następnie Mołdawskiej SRR. 1938 ukończył Leningradzką Akademię Finansową i wstąpił do WKP(b). 1939-1939 zastępca naczelnika wydziału w Ludowym Komisariacie Finansów Mołdawskiej ASRR, 1940-1941 zastępca ludowego komisarza finansów Mołdawskiej SRR, 1941 czerwonoarmista Komunistycznego Batalionu Obrony Odessy, 1941-1942 zastępca naczelnika obwodowych instytucji fnansowych w Orenburgu, od 1942 zastępca komisarza ludowego finansów, a 1946-1955 minister finansów Mołdawskiej SRR. Od 1955 wiceprezes, a od 23 stycznia 1958 do 15 kwietnia prezes Rady Ministrów Mołdawskiej SRR i równocześnie minister spraw zagranicznych tej republiki. 1970-1978 I zastępca przewodniczącego Państwowego Komitetu Cen Rady Ministrów ZSRR, a 1978-1983 - Komitetu Cen ZSRR. Następnie na emeryturze. 1961-1971 kandydat na członka KC KPZR. Deputowany do Rady Najwyższej ZSRR od 3 do 7 kadencji. Zmarł i został pochowany w Moskwie, na Cmentarzu Kuncewskim.

## Odznaczenia
- Order Lenina (dwukrotnie)
- Order Rewolucji Październikowej
- Order Czerwonego Sztandaru Pracy (dwukrotnie)
- Order Wojny Ojczyźnianej II klasy